# Јагош Ђуретић
Јагош Ђуретић (1936), српски је издавач и аутор. Члан је Удружењу за културу, уметност и међународну сарадњу „Адлигат”.

## Биографија
Порелом је из Црне Горе.
Завршио је гимназију у Београду и Правни факултет Универзитета у Београду.
Четрдесет година је радио као запослени и директор издравачког предузећа Филип Вишњић.
У 2008. је основао издавачку куће Албатрос плус.
Издао је и приредио значајан број капиталних дела.
Бави се темом историје публицицистика за слепе и слабовиде. За српску традицију издања за слепе наводи да је једна од старијих у Европи, започета 1917.
Објавио је радове из области политичке филозофије и политичке социологије.
Поред бројних издања, остао је запажен Ђуретићев издавачки подухват издавања четворотомне Историје кинеске цивилизације.
Ђуретић је у интервјуима изражао мишљење да су у издаваштву потиснути вредносни критеријуми као и да је издаваштво индустрија.
Добитник је Специјалне државне књижевне награде Кине, највећег националног признања, које се додељује културним делатницима широм света.
Говори енглески, руски и немачки. Отац је ћерке и сина.

## Одабрана дела
Књиге
- Бирократија и самоуправљање,1965.[2]
- Патуљци у чизмама од девет миља , 2002[12]
- Социјалистичка југоатлантида , 2005[13]

Чланци
- Однос политике и културе[2]
- Хегел и противречне основе демократског политичког[2]
- Неколико недоумица о путевима историје[2]
- Quo vadis Jugosiavijo[2]
- Да ли социјализам могућ? [2]